# 格朗
格朗（法語：Gland，法語發音：[ɡlɑ̃] ⓘ）是瑞士沃州的一个市镇，属于尼永区。格朗的总面积为8.32平方公里。截至2010年底，总人口为11,633。

## 历史
格朗最早的文明遗迹可以追溯到史前时期。罗马人在此建立了一座农庄，称作 Villa Glanis。994 -1049年间的一份文献记载了“Glans”这一村名。中世纪，格朗属于普朗然伯爵的辖地。直到1960年代，格朗仍是一座经营农业的小村庄。日内瓦-洛桑高速公路建立之后，大量人口迁居至此。1980年代以后，格朗逐渐成为一座设施齐全的城市。

## 地理
格朗位于莱芒湖西北岸，日內瓦和洛桑的鐵路中點，距離兩地各約30公里。瑟里讷河从西南边境流过。

## 人口
下图为1764年以来的格朗人口变化。

## 總部所在地
將總部設在尼永的國際組織如下：
- 世界自然基金会（WWF）
- 國際自然保護聯盟（IUCN）
  - 世界保護區委員會（WCPA）
  - 湿地公约秘書處（Ramsar Convention Secretariat）
- 世界動物園暨水族館協會（WAZA）

將總部設在尼永的公司如下：
- 柯達2013年以前的歐洲總部